# Forraje

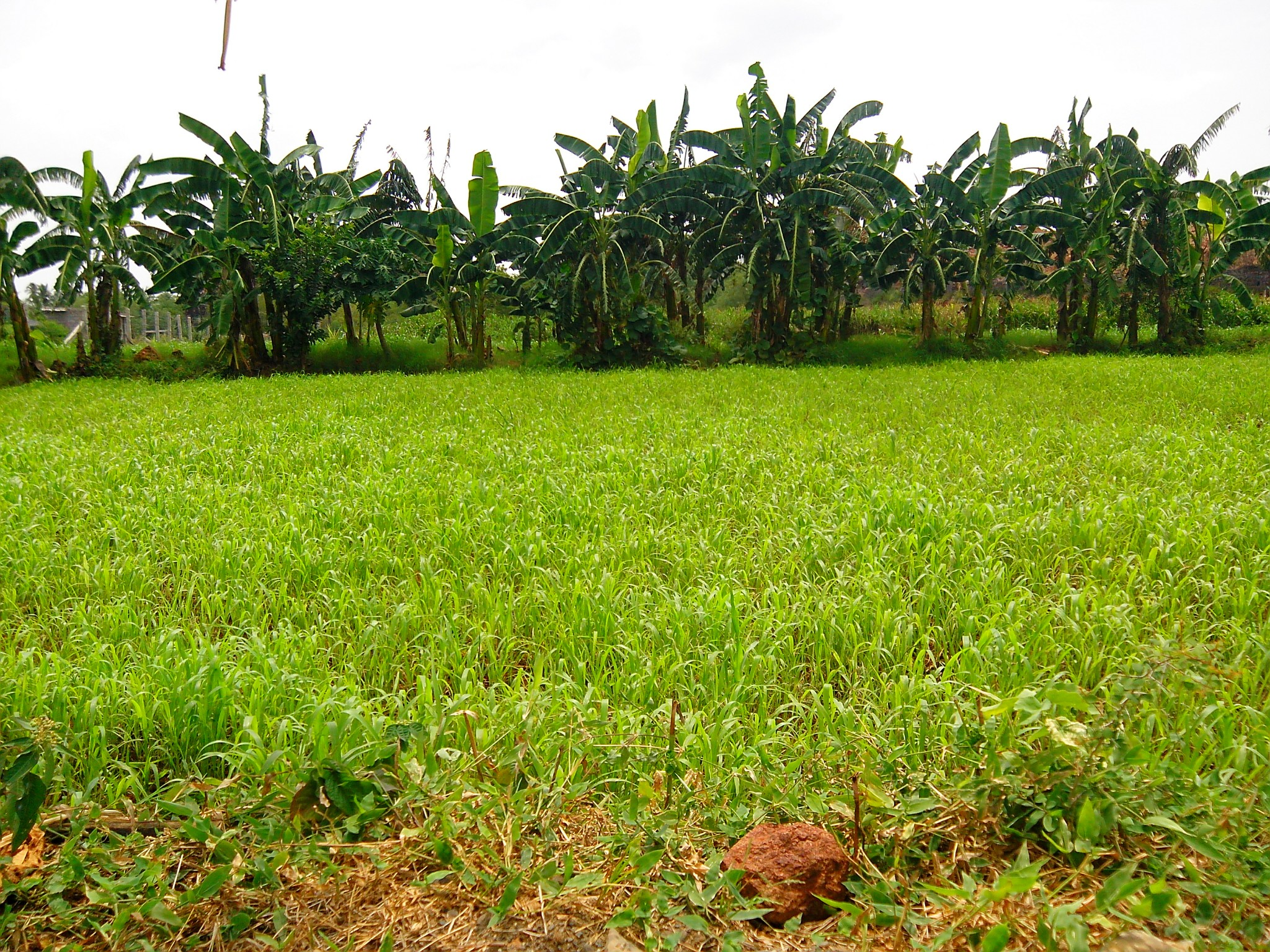
Sorgo cultivado como cultivo forrajero.

El forraje es un material vegetal (principalmente hojas y tallos de plantas) consumido por el ganado en pastoreo. Históricamente, el término forraje ha significado solo plantas de tallo consumidas por los animales directamente como pasto, residuos de cultivos o cultivos de cereales inmaduros, pero también se usa de manera más general para incluir plantas similares cortadas para pienso compuesto y llevadas a los animales, especialmente como heno o ensilado.
Mientras que el término forraje tiene una definición amplia, el término cultivo forrajero se usa para definir cultivos, anuales o bienales, que se cultivan para ser utilizados mediante pastoreo o cosecha como un cultivo completo.

## Forrajes comunes

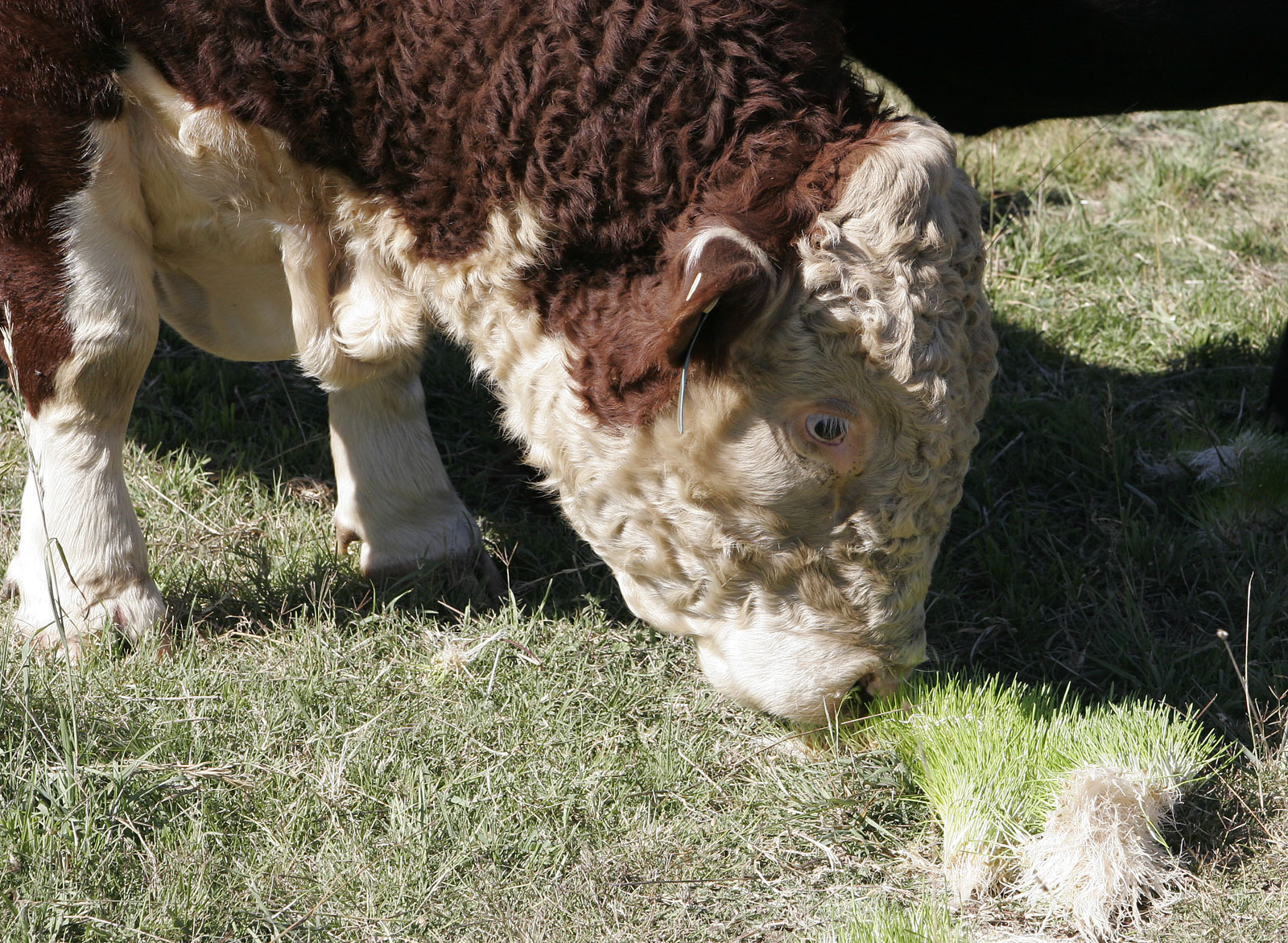
Toro alimentándose de hierba

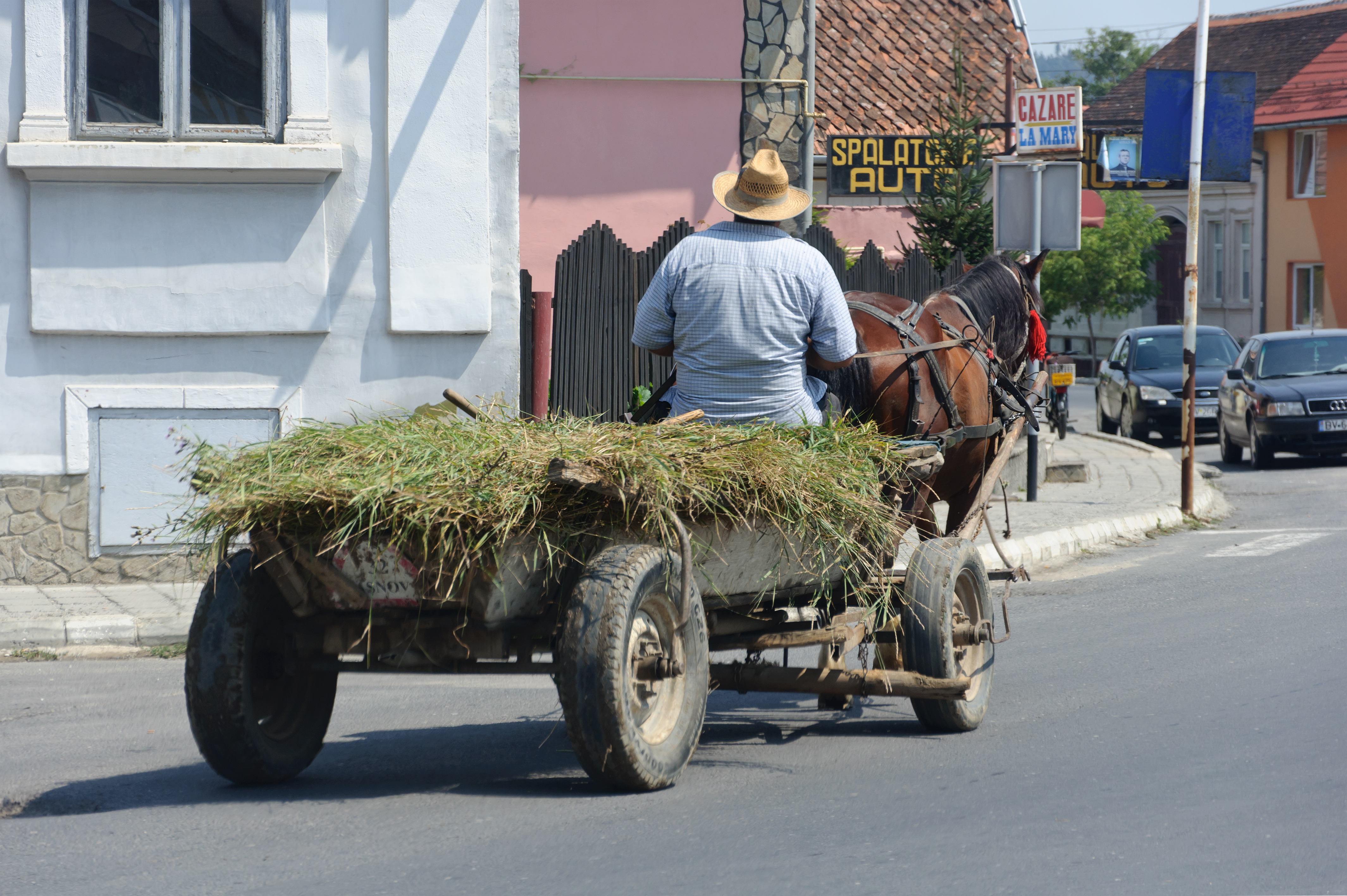
Transporte de pienso compuesto tirado por caballos en Rumania

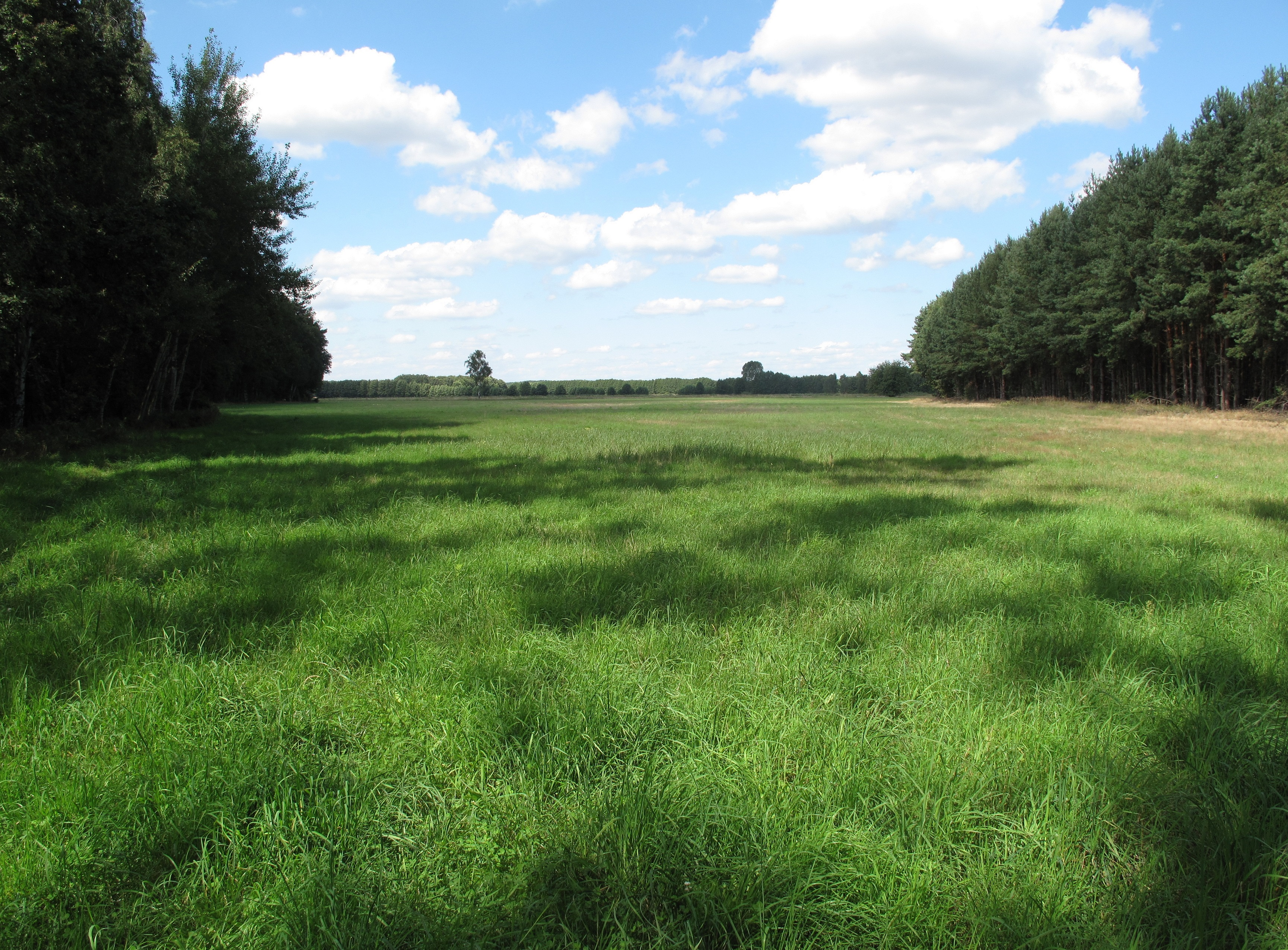
Prado de ballica perenne (Lolium perenne).

### Hierbas
Los forrajes de hierba incluyen:
- Agrostis spp. – pastos bentgrasses
  - Agrostis capillaris – Bentgrass común
  - Agrostis stolonifera - hierba bentónica rastrera
- Andropogon hallii - arena de tallo azul
- Arrhenatherum elatius - hierba de avena falsa
- Bothriochloa bladhii - tallo azul australiano
- Bothriochloa pertusa - hierba de huracán
- Brachiaria decumbens - hierba de Surinam
- Brachiaria humidicola – hierba koronivia
- Bromus spp. – bromegrasses
- Cenchrus ciliaris – hierba buffel
- Chloris gayana - hierba de Rodas
- Cynodon dactylon – bermudagrass
- Dactylis glomerata - hierba de huerto
- Echinochloa pyramidalis - hierba antílope
- Entolasia imbricata - hierba bungoma
- Festuca spp. – festucas
  - Festuca pratensis - festuca de pradera
  - Festuca rubra - festuca roja
- Heteropogon contortus - hierba de lanza negra
- Hymenachne amplexicaulis - hierba de pantano de las Indias Occidentales
- Hyparrhenia rufa – jaragua
- Leersia hexandra - hierba cortada del sur
- Lolium spp. – raigrás
  - Lolium arundinaceum - cañuela alta
  - Lolium multiflorum - raigrás italiano
  - Lolium perenne - ballica perenne
- Megathyrsus maximus - hierba de guinea
- Melinis minutiflora - hierba de melaza
- Paspalum conjugatum – pasto carabao
- Paspalum dilatatum – hierba dallis
- Phalaris arundinacea - alpiste de caña
- Phleum pratense – timoteo
- Poa spp. - bluegrasses, pastos de pradera
  - Poa arachnifera - hierba azul de Texas
  - Poa pratensis - hierba azul de Kentucky
  - Poa trivialis - hierba azul áspera
- Setaria sphacelata - hierba de cerdas africana
- Themeda triandra – hierba canguro
- Thinopyrum intermedium – pasto de trigo intermedio

### Legumbres herbáceas
Los forrajes de legumbres herbáceas incluyen:
- Arachis pintoi - maní pinto

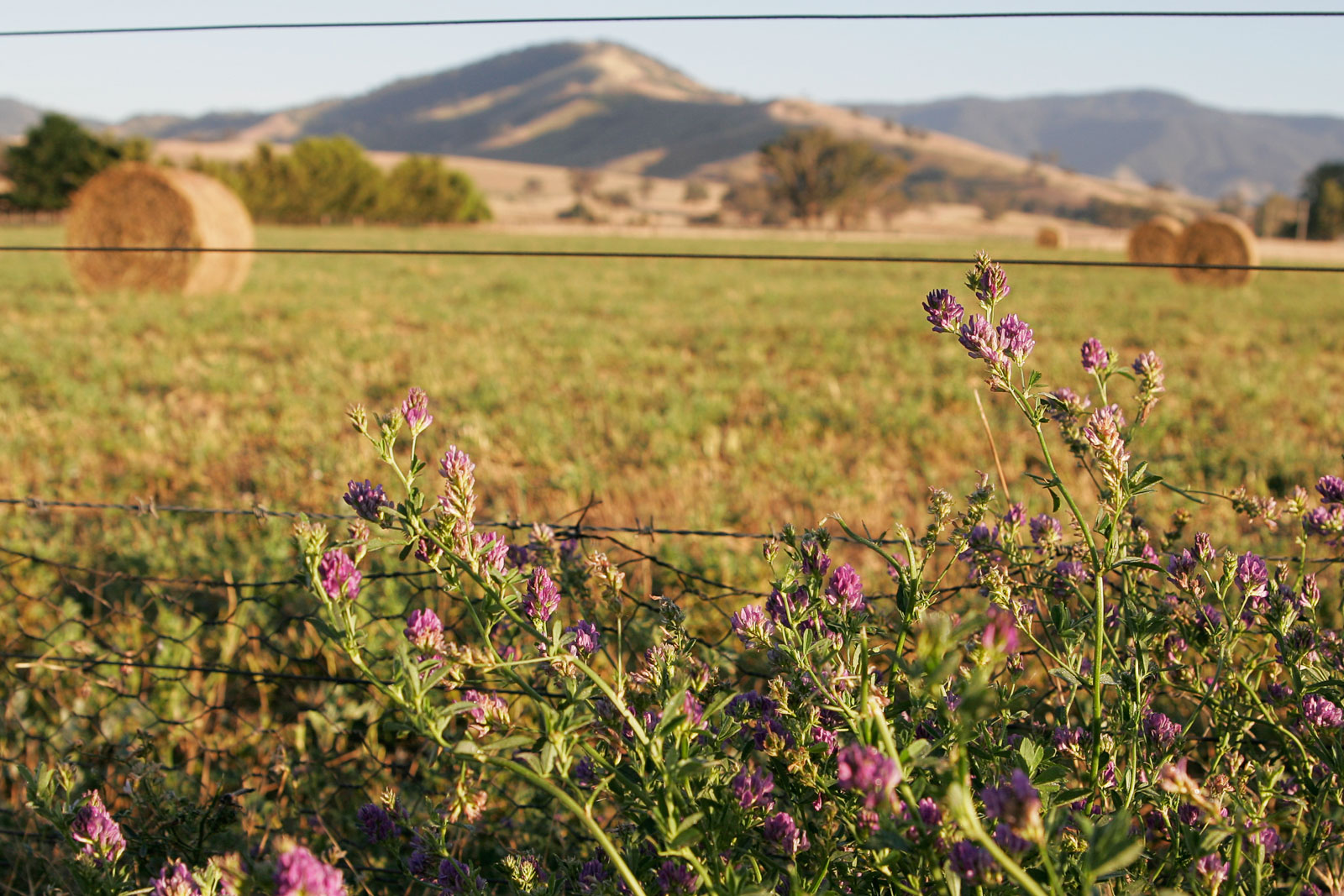
Alfalfa

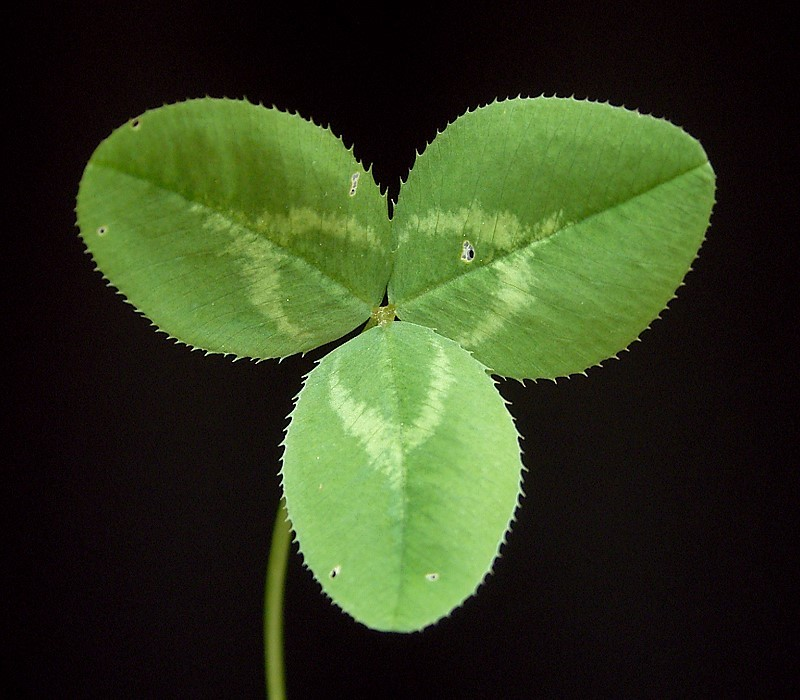
Trébol blanco (Trifolium repens).

- Astragalus cicer - cicer milkvetch
- Chamaecrista rotundifolia - guisante sensible de hoja redonda
- Clitoria ternatea - mariposa-guisante
- Kummerowia – lespedezas anuales
  - Kummerowia stipulacea - trébol coreano, lespedeza coreana
  - Kummerowia striata - trébol japonés, lespedeza común
- Lotus corniculatus - trébol de patas de pájaro
- Macroptilium atropurpureum - frijol morado
- Macroptilium bracteatum - frijol burdeos
- Medicago spp. – médicos
  - Medicago sativa – alfalfa, alfalfa
  - Medicago truncatula - médico de barril
- Melilotus spp. – tréboles dulces
- Neonotonia wightii - soja perenne
- Onobrychis viciifolia - esparceta común
- Stylosanthes spp. - estilo
  - Stylosanthes humilis - Estilo de Townsville
  - Stylosanthes scabra - estilo arbustivo
- Trifolium spp. – tréboles
  - Trifolium hybridum - trébol alsike
  - Trifolium incarnatum - trébol carmesí
  - Trifolium pratense - trébol rojo
  - Trifolium repens - trébol blanco
- Vicia spp. – vezas
  - Vicia articulata - arveja de una flor
  - Vicia ervilia - arveja amarga
  - Vicia narbonensis - arveja narbón
  - Vicia sativa - arveja común, tara
  - Vicia villosa - arveja peluda
- Vigna parkeri – vigna rastrera

### Leguminosas de árbol
Los forrajes de leguminosas arbóreas incluyen:
- Acacia aneura – mulga
- Albizia spp. – árboles de seda
- Albizia canescens – Belmont siris
- Albizia lebbeck – lebbeck
- Enterolobium cyclocarpum – earpodtree
- Leucaena leucocephala – árbol de plomo

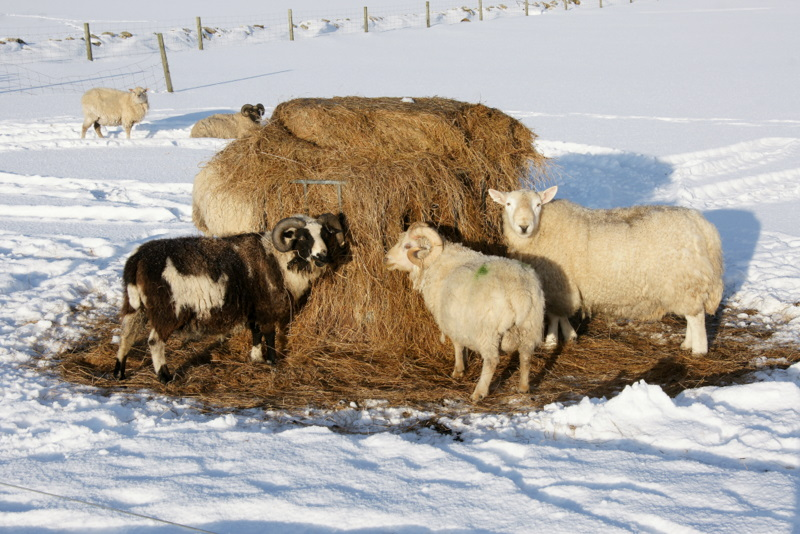
Ovejas con ensilado

### Ensilado
El ensilado puede estar compuesto por:
- Alfalfa
- Maíz (maíz)
- Mezcla de gramíneas y leguminosas
- Sorgos
- Avena

### Alimentos acuáticos
- Lemna minor - Lenteja de agua
- Pistia stratiotes - Lechuga de agua
- Eichhornia crassipes – Jacinto de agua
- Salvinia molesta - helecho
- Ipomoea aquatica - espinaca de agua

### Residuos de cultivo
Los residuos de cultivos utilizados como forraje incluyen:
- Sorgo
- Vides de patata dulce
- Maíz
- Soja
- Rastrojo de subproductos de árboles frutales

## Menos comunes
- Raphanus sativus var. longipinnatus - rábano daikon / "rábano forrajero"

### Gorras
En el siglo XVIII, las gorras de forraje eran pequeñas gorras de tela que usaban los soldados de caballería británicos cuando realizaban tareas laborales como buscar comida para sus caballos. El término se aplicó más tarde a los sombreros informales usados por hombres de todas las ramas y regimientos como sustituto del tocado de gala.